# Biæder
Biæderen (Merops apiaster) er en fugl i familien af biædere i ordenen af skrigefugle. Den når en længde på 30 cm og vejer 70 g. Den lever i Europa, Afrika og det vestlige, sydlige og centrale Asien. Den lille fugl har en temmelig kraftig stemme, der lyder blød og trillende i retning af "prry-it" eller kortere "pyt". Ofte kan man se den sidde i toppen af buske eller på telefonledninger. Et mindre antal besøger Danmark hvert sommerhalvår, men den er en meget sjælden ynglefugl i landet.

## Ynglepladser
Biæderen yngler i kolonier og bygger rede i huller i jorden eller på skrænter. I 1-2 års alderen yngler den første gang, hvorefter parret i fællesskab udgraver en over én meter lang redegang til beskyttelse af æggene. I maj måned lægger hunnen 6-7 æg og begge køn udruger dem i løbet af 20 dage. Efter yderligere 20-25 dage er ungerne flyvefærdige. Hvis mennesker eller dyr nærmer sig redepladsen bliver parret uroligt og synger højlydt kaldende.

## Føde
Biæderen lever, som navnet antyder, af bier samt hvepse og andre flyvende insekter.

## I Danmark og Nordeuropa
Biæderen har langsomt spredt sig nordpå i de senere årtier, og et mindre antal besøger Danmark hvert sommerhalvår, men som ynglefugl blev den først registreret i 1948. Efterfølgende ynglede arten kun med flere års mellemrum i landet, dog mere regelmæssigt siden slut-1990erne, hvor man også så de første små kolonier (i stedet for enkelte spredte par som man havde set tidligere). Bestanden i Danmark er meget lille med kun én koloni med 3-7 ynglepar i 2011-2020, og biæderen blev i 2017 vurderet som sårbar på den danske rødliste. Den er dog ret afhængig af bl.a. vejret, og i 2021-2022 var der ingen par i den koloni, hvor biædere ellers havde ynglet i 2011-2020.
Desuden har biæderen ynglet enkelte gange i Sverige og de Baltiske lande, og uregelmæssigt i Storbritannien. De er sammen med Danmark den nordligste yngleforekomst af biæderen. Den nærmeste større og regelmæssige forekomst af ynglende biædere er i Tyskland, hvor der er flere tusinde par, men antallet i Nordtyskland er lille.